# Ivan Perišić
Ivan Perišić (hr[ǐʋan pěriʃitɕ]; n. 2 februarie 1989, Split, RSF Iugoslavia) este un fotbalist croat, care joacă pe post de mijlocaș lateral la PSV în Eredivisie. Pe plan internațional, are prezențe la națională pentru Croația, Croația U-17⁠(d) și Croația U-21⁠(d).
El joacă, de obicei, ca extremă, dar poate ocupa și pozițiile de mijlocaș ofensiv sau varf retras.
Un produs al academiilor de tineret Hajduk Split și Sochaux, Perišić s-a remarcat în timp ce juca pentru Club Brugge, unde a fost cel mai bun marcator belgian al Ligii Pro și a fost numit fotbalistul belgian al anului 2011. Acest lucru i-a adus un transfer la Borussia Dortmund, cu care a câștigat Bundesliga în sezonul 2011-2012, înainte de a semna cu VfL Wolfsburg pentru 8   milioane de € în ianuarie 2013. A rămas acolo două sezoane, câștigând finala DFB-Pokal din 2015, înainte de a fi transferat de Inter pentru 16 milioane de euro.
Perišić și-a făcut debutul pentru echipa națională a Croației în 2011 și și-a reprezentat țara la Euro 2012, Campionatul Mondial din 2014, Euro 2016 și Campionatul Mondial din 2018, ajungând până în finala ultimului turneu. Instrumental pentru cea de-a doua „generație de aur” din Croația, Perišić este jucătorul națiunii cu cele mai multe goluri marcate la turneele majore (11) și primul jucător croat care a înscris vreodată în finala Campionatului Mondial.

## Cariera pe echipe

### Cariera timpurie
La juniori, Perišić a jucat la clubul care l-a crescut, Hajduk Split. Mai multe echipe s-au interesat de el, printre care Anderlecht, PSV, Ajax și Hamburger SV, înainte ca clubul francez Sochaux să plătească 360.000 de euro pentru transferul lui în vara anului 2006. Calitățile sale fizice și tehnice au dus la comparații cu fostul jucător al reprezentativei Croației, Aljoša Asanović, de către unii jurnaliști. El a făcut parte din echipa de tineret a lui Sochaux, care a câștigat Coupe Gambardella în 2007. La Sochaux el nu a reușit să joace pentru primă echipă, având apariții doar pentru echipa a doua. În ianuarie 2009, Perišić a fost trimis în împrumut la clubul belgian Roeselare timp de șase luni. La sfârșitul sezonului 2008-2009, formația belgiană Anderlecht s-a interesat de aducerea lui.

### Club Brugge
La 26 august 2009, clubul belgian Club Brugge l-a achiziționat pe Perišić de la Sochaux pentru  250.000 euro, cu jucătorul semnând un contract pe trei ani. Înainte de acest transfer, Perišić a dat probe pentru echipa germană Hertha BSC.
În meciul de deschidere al sezonului, Perišić a marcat primul său gol în partida încheiată la  egalitate, scor 1-1 împotriva lui Genk, apoi a marcat al doilea gol în al doilea meci consecutiv și a oferit o pasă de gol într-o victorie cu 4-1 pe Westerlo. În total, Perišić a înscris 9 goluri în 33 de meciuri de campionat, jucând de asemenea în opt meciuri în UEFA Europa League, marcând patru goluri. La sfârșitul sezonului, Perišić a semnat un nou contract de trei ani la Brugge, până în 2015.
Jurnaliștii belgieni de fotbal i-au prezis un viitor luminos lui Perišić. În sezonul 2010-2011, a fost cel mai bun marcator al Jupiler Pro League din Belgia după ce a înscris 22 de goluri pentru Club Brugge, fiind numit și Jucătorul Anului în Belgia. În timpul sezonului, Perišić a înscris patru goluri într-un meci și a oferit o pasă de gol pentru Brugge, în victoria categorică obținută în fața lui Charleroi pe 29 decembrie 2010, scor 5-0.

### Borussia Dortmund

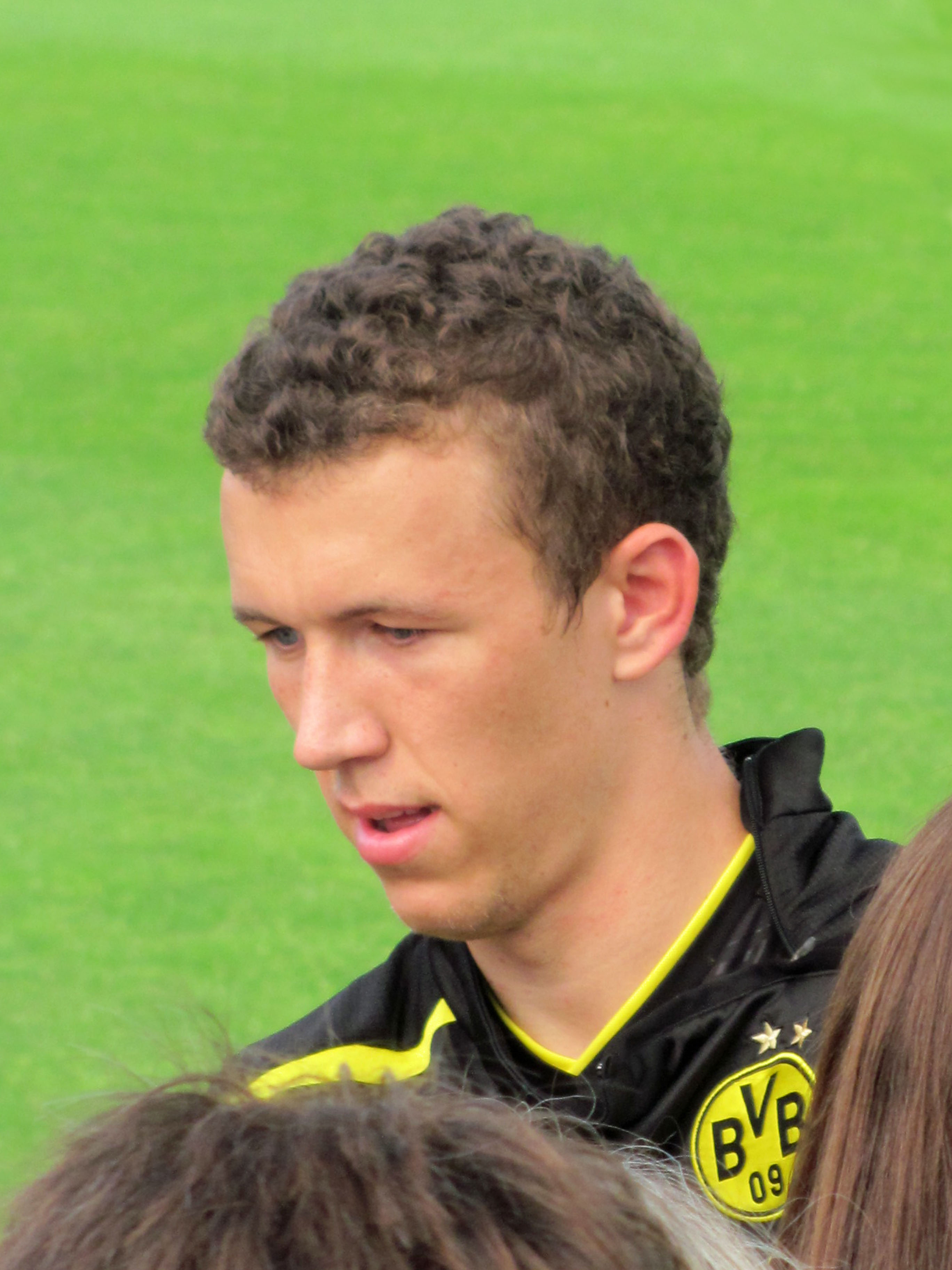
Perišić la Borussia Dortmund în 2012

Pe 23 mai 2011, Perišić a semnat un contract pe cinci ani cu echipa germană Borussia Dortmund după ce Dortmund a plătit Brugge-ului o sumă de transfer estimată la 5 milioane de euro. El a debutat pentru club în victoria 3-1 de pe teren propriu cu Hamburger SV pe 5 august, înlocuindu-l pe Chris Löwe în minutul 75. În timpul meciului de UEFA Champions League din 13 septembrie 2011, a înscris golul egalizator spre finalul partidei cu un voleu de la 20 de metri împotriva lui Arsenal după ce a intrat ca din postura de rezervă în minutul 69. La 14 octombrie, a marcat primul gol în victoria scor 2-0 împotriva lui Werder Bremen, un meci în care a fost eliminat după ce a luat două cartonașe galbene. La 21 aprilie 2012, a marcat un gol important de 1-0 împotriva Borussiei Mönchengladbach și a deschis drumul pentru cel de-al optulea campionat național pentru Dortmund. Meciul s-a încheiat cu scorul de 2-0 (al doilea gol a fost marcat de Shinji Kagawa).
Perišić a început sezonul Bundesliga 2012-2013 marcând o dublă în partida pierdută cu 3-2 împotriva lui Hamburger SV la 22 septembrie 2012. Cu toate acestea, Perišić a jucat din ce în ce mai puțin, declarând pentru canalul croat Nova TV că nu a primit niciun sprijin din partea antrenorului lui Dortmund, Jürgen Klopp, și l-a acuzat că a favorizat alți jucători. Ca răspuns, Klopp i-a criticat declarațiile ca fiind copilărești, iar Perišić a fost amendat pentru declarația sa.

### VfL Wolfsburg

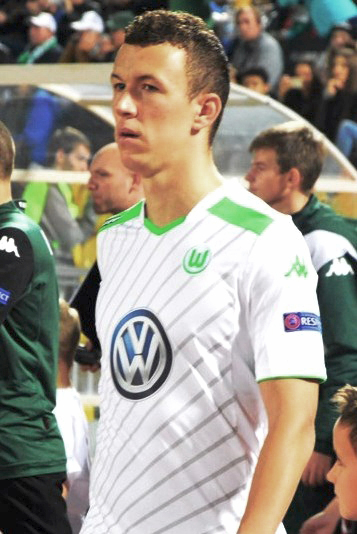
Perišić jucând pentru Wolfsburg într-un meci de UEFA Europa League împotriva lui FC Krasnodar pe 23 octombrie 2014

Pe 6 ianuarie 2013, s-a dat publicității faptul că Perišić a fost transferat pentru 8 milioane de euro la VfL Wolfsburg. A marcat primul gol pentru Wolfsburg într-un meci amical cu Standard Liège pe 10 ianuarie. El și-a făcut debutul într-un meci oficial pentru Wolfsburg împotriva VfB Stuttgart pe 19 ianuarie 2013. În martie, a suferit o accidentare la genunchiul stâng, care l-a ținut pe margine pe parcursul lunilor martie și aprilie. El a revenit în luna mai în meciul cu Hamburger SV, intrând din postura de rezervă și oferind o pasă de gol. Pe 11 mai 2013 a jucat împotriva fostei sale echipe, Borussia Dortmund, marcând două goluri.
Pe 3 august 2013, Perišić a înscris primul gol pentru Wolfsburg în victoria cu 3-1 împotriva lui Karlsruher SC. La 26 octombrie 2013, Perišić și-a început seria de goluri din sezonul 2013-2014 în victoria cu 3-0 împotriva Werder Bremen, dând, de asemenea, și o pasă de gol. În etapa cu numărul 30, a marcat o dublă în victoria de pe teren propriu, scor 4-1 cu 1. FC Nürnberg. Perišić a terminat sezonul cu zece goluri în campionat, fiind cel de-al doilea cel mai bun marcator din echipă, în urma conaționalului său Ivica Olić.

### Inter Milano
Pe 30 august 2015, Perišić a semnat cu clubul italian Inter Milano un contract de cinci ani, suma de transfer fiind de 16 milioane de euro. El a fost prezentat pe 10 septembrie, alături de Adem Ljajić și a primit tricoul cu numărul 44, declarând: „Oferta de la Inter a reprezentat o oportunitate prea mare ca să o refuz.”

#### Sezonul 2015-2016
Perišić a debutat într-un meci oficial pentru club trei zile mai târziu, începând ca titular și jucând 85 minute într-o victorie scor 1-0 împotriva rivalei din oraș, AC Milan, în Derby della Madonnina. El și-a deschis seria de goluri pe 4 octombrie în al cincea meci jucat în campionat în remiza scor 1-1 împotriva lui Sampdoria, în urma unei pase date de Mauro Icardi urmat de un alt gol împotriva lui Palermo după două săptămâni.
Pe 15 decembrie, Perišić și-a făcut debutul în Coppa Italia în meciul cu Cagliari din optimi, intrând în a doua repriză și marcând al treilea gol al echipei în victoria scor 3-0. A început anul 2016 pe 6 ianuarie în meciul din deplasare cu Empoli, în care i-a dat o centrare bună lui Icardi care a marcat singurul gol al meciului, care o menținea pe Inter în partea superioară a clasamentului. Pe 7 februarie, în timpul meciului cu Hellas Verona, Perišić a intrat în minutul al 46-lea schimbând soarta meciului, oferindu-i o pasă de gol lui Icardi și marcând golul egalizator la trei, Inter reușind astfel să obțină un punct.
În ceea ce privește reușitele personale, luna martie a fost cea mai bună lună a lui Perišić marcând patru goluri și oferind trei assisturi. Pe 2 martie, în returul semifinalei de Coppa Italia împotriva lui Juventus de pe San Siro, Perišić a marcat al doilea gol al echipei, care a revenit de la 0-3 la 3-3. Inter avea să piardp acel meci la loviturile de departajare. scor 5-3. Perišić a înscris ultimul gol al lui Inter în sezonul 2015-2016 într-o victorie scor 2-1 împotriva lui Empoli în ultima etapă de campionat.
În primul sezon la Inter, Perišić a jucat 37 de meciuri, dintre care 34 în campionat, marcând 9 goluri, dintre care șapte au fost în campionat, cu Inter terminând pe locul patru în Serie A, revenind în competițiile europene după un an de absență și fiind eliminată în semifinalele Coppei Italia. El a fost, de asemenea, cel mai bun pasator al echipei cu șase pase.

#### Sezonul 2016-2017
Primul meci jucat de Perišić în cel de-al doilea sezon la Inter, a fost el din deplasarea de la Chievo, fiind introdus pe teren în minutul 60. A marcat primul gol al noului sezon în Derby d'Italia acasă la Juventus, în care a intrat în minutul 69 și i-a oferit o centrare de gol lui Mauro Icardi, după care el însuși a înscris un gol nouă minute mai târziu. Aceasta a fost a doua victorie a lui Inter a sezonului, dar și  prima în campionat împotriva lui Juventus din noiembrie 2012.
Perišić a jucat primul său meci european pentru Inter pe 29 septembrie, în al doilea meci al echipei în grupele UEFA  împotriva lui Sparta Praga, jucând în ultimele 27 de minute în înfrângerea din deplasare, scor 3-1. Pe 20 noiembrie, în Derby, împotriva rivalilor de la AC Milan, el a dat o centrare de la mare distanță transformată în gol de Antonio Candreva, după care a înscris golul egalizator în ultimul minut, Inter luând un punct chiar în ultima fază.
La 8 ianuarie 2017, primul meci al Inter din an, Perišić a fost desemnat Omul meciului, marcând ambele goluri în victoria scor 2-1 cu Udinese; a fost prima sa dublă marcată la Inter, marcând până atunci șase goluri numai în acest sezon. Peste șase zile a marcat și împotriva lui Chievo, fiind cel de-al doilea gol al meciului încheiat cu victoria milanezilor, scor 3-1.
Pe 5 februarie, în etapa a douăzeci și treia jucată împotriva lui Juventus pe stadionul Juventus, Perišić a primit primul său cartonaș roșu din carieră, în timp ce Inter a fost învinsă cu 1-0. În urma cartonașului a primit o suspendare de două etape din partea Federației Italiene de Fotbal (FIGC) pentru proteste la adresa arbitrului. După ce Inter a contestat suspendarea, ea a fost redusă la o etapă. S-a întors din suspendare pe 19 februarie la victoria cu 1-0 de la Bologna și a marcat cea de-a doua dublă pe 5 martie, în victoria categorică obținută de Inter în fața lui Cagliari, 5-1 pe Stadio Sant'Elia.
Pe 22 aprilie, Perišić a reușit pentru prima dată să marcheze mai mult de zece goluri într-un sezon pentru  Inter, după înfrângerea scor 5-4 suferită în fața Fiorentinei. În ultimul meci, el a avut un joc remarcabil în care a oferit două pase de gol, marcând, de asemenea, al 11-lea gol al sezonului, învingând-o pe Udinese acasă cu 5-2 la sfârșitul sezonului. Perișić și-a terminat cel de-al doilea sezon la Inter având 42 de apariții în toate competițiile, dintre care 36 în campionat, cu 31 dintre ele fiind din postura de titulari. Inter a terminat campionatul pe locul al șaptelea, nereușind nici în acest sezon să obțină o poziție care să o ducă în Liga Campionilor. A marcat 11 goluri, cele mai multe din carieră după cele din sezonul 2010-2011 la Club Brugge; și a oferit, de asemenea, zece pase decisive, dintre care opt în Serie A, depășindu-și numărul de goluri și de pase din sezonul trecut.

#### Sezonul 2017-2018
Perišić a început al treilea sezon la Inter cu un gol și o pasă de gol în prima etapă a sezonului de Serie A 2017-2018 împotriva Fiorentinei, oferind două pase de gol în meciul din deplasare cu AS Roma câștigat de Inter cu scorul de 3-1, fiind prima victorie a lui Inter obținută pe Stadio Olimpico în nouă ani
Pe 8 septembrie, Perišić și-a prelungit contractul cu Nerazzurri până în iunie 2022. La semnare, Perišić a spus: „Este o zi specială, este cu siguranță emoționantă și sunt fericit după stresul din această vară. Acum putem merge mai departe și mă gândesc doar la Inter. După semnare mă pot concentra doar la fotbal.”
Cel de-al doilea gol al sezonului marcat de Perišić în acest sezon a fost cel cu nou-promovata SPAL, fiind cel de-al 20-lea gol al Serie A din carieră. Perišić a marcat primul său hat-trick în Serie A pe 3 decembrie în victoria scor 5-0 de pe teren propriu cu Chievo. Pe data de 30 decembrie a aceluiași an Perišić a ajuns la 100 de meciuri jucate în toate  competițiile pentru Inter, reușind acest lucru în meciul cu Lazio din etapa a nouăsprezecea din campionat.

### Tottenham Hotspur
La 31 mai 2022, la finalul contractului cu Inter Milano, Perišić a semnat un contract până în 2024 cu Tottenham Hotspur urmând să colaboreze din nou cu antrenorul Antonio Conte.

## Cariera internațională

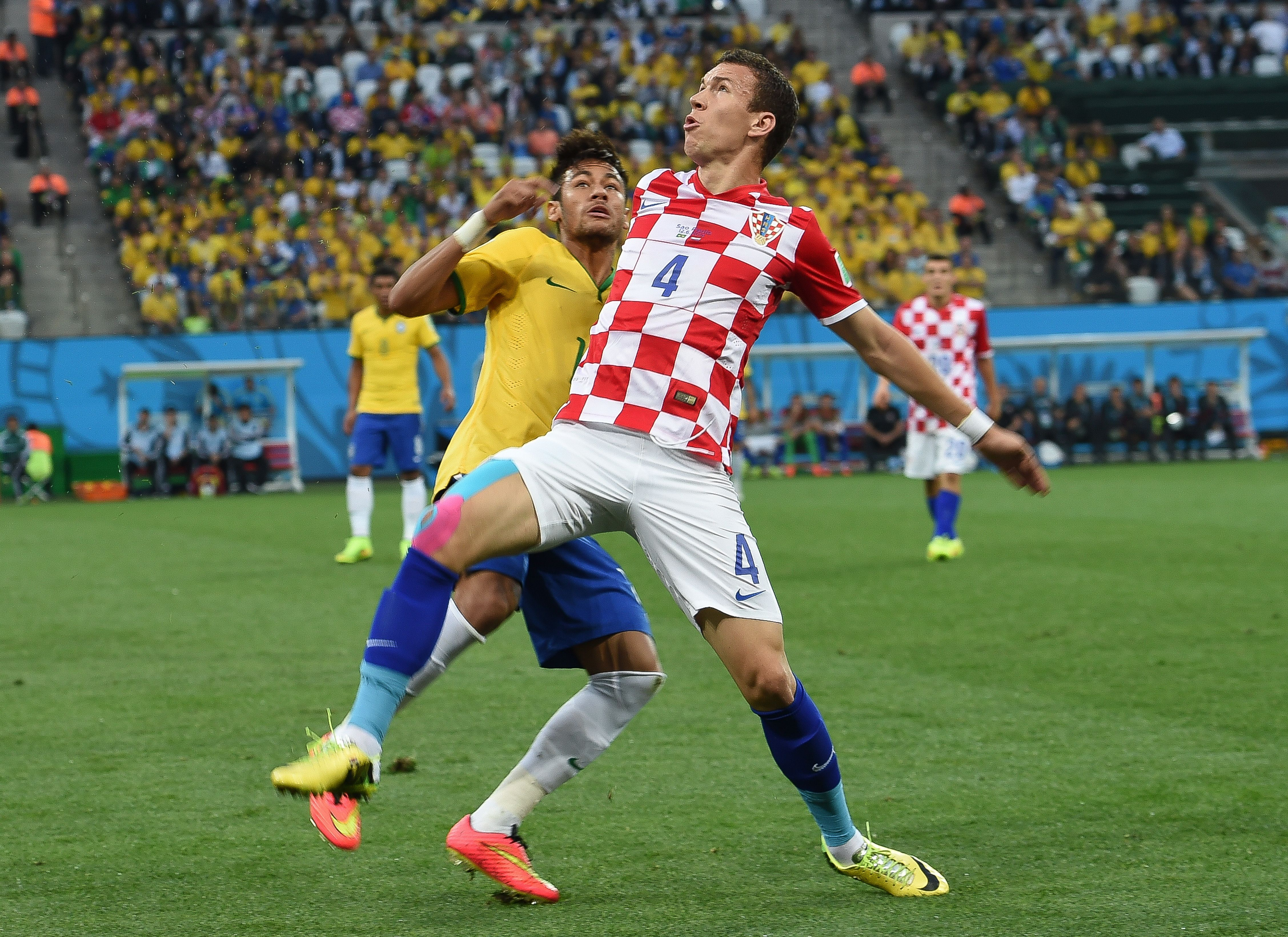
Perišić jucând pentru Croația la Cupa Mondială din 2014

### Cariera la tineret
Perišić a jucat pe plan internațional pentru Croația la echipele sub 17, sub 19 și sub 21 de ani. A participat la calificările pentru Campionatul European UEFA de 21 de ani din 2011 pentru Croația, unde a marcat două goluri.

### Euro 2012
Pe 26 martie 2011, la vârsta de 22 de ani, Perišić și-a făcut debutul pentru echipa națională a Croației împotriva Georgiei. El făcut parte din lotul echipei croate care a făcut deplasarea la UEFA Euro 2012, jucând în primele  două meciuri ale echipei, împotriva Irlandei și a Italiei, și a intrat pe teren în minutul 66 al înfrângerii scor 1-0 cu Spania.

### Campionatul Mondial din 2014
În timpul calificărilor la Campionarul Mondial din 2014, Perišić a jucat în 12 meciuri pentru Croația și a înscris primul său gol la națională în meciul încheiat la egalitate, scor 1-1 cu Belgia.
Pe 14 mai Perišić a fost inclus în lotul lărgit al Croației, care cuprindea 30 de jucători, pentru Campionatul Mondial din 2014. Pe 31 mai a înscris o dublă în victoria scor 2-1 împotriva reprezentativei statului Mali într-un meci amical care a avut loc pe stadionul Olimpia din Osijek. Pe 2 iunie Perišić a fost anunțat ca făcând parte din lotul final care a făcut deplasarea la Campionatul Mondial. Perišić a fost în echipa de start a Croației pentru meciul de deschidere al Campionatului Mondial din 2014, o înfrângere controversata, scor 3-1, suferită în fața gazdei Brazilia pe Arena Corinthians din São Paulo. În următorul meci a marcat al doilea gol al Croației, învingând Camerunul cu 4-0. Pe 23 iunie a marcat golul de onoare în ultimul meci al grupelor, înfrângerea scor 3-1 cu Mexic, în urma căreia a fost eliminată din turneu. În ciuda eliminării timpurii a Croației, Perišić a fost considerat de FIFA drept cel de-al doilea cel mai bun jucător al fazei grupelor.

### Euro 2016
Perišić a fost cel mai bun marcator al Croației în preliminariile pentru Euro 2016, marcând șase goluri în nouă meciuri, cu Croația ocupând locul al doilea în grupa H. În cel de-al doilea meci al grupelor Euro 2016, Perišić a marcat primul gol al remizei scor 2-2 cu Republica Cehă. Cinci zile mai târziu a marcat golul victoriei împotriva Spaniei, Croatia trecând mai departe din postura de câștigătoare a grupei.

### Campionatul Mondial
Perišić a jucat constant în meciurile din calificări pentru Campionatul Mondial din 2018, cu Croația terminând pe poziția secundă în Grupa I, care i-a asigurat locul la baraj. Echipa a jucat în această fază cu Grecia, câștigând meciul tur cu 4-1, iar Perišić a marcat cel de-al treilea gol în minutul 33. Croația și-a rezervat locul la turneul final al Campionatului Mo.ndial din Rusia pe 12 noiembrie, meciul retur terminându-se cu scorul de 0-0
În mai 2018, Perišić a fost numit în lotul definitiv al Croației la Campionatul Mondial din 2018. În cel de-al treilea meci din grupe, Perišić a marcat în ultimul minut al timpului regulamentar în victoria cu 2-1 împotriva Islandei, Croația terminând pe prima poziție în grupa D pe punctaj maxim. În timpul meciului Croației din semifinalele împotriva Angliei, pe 11 iulie, Perišić a înscris golul egalizator al Croației în a doua repriză, dându-i și o pasă decisivă lui Mario Mandžukić în a doua repriză de prelungiri. Croația a câștigat acel meci cu 2-1 și a ajuns pentru prima dată în finala Campionatului Mondial pentru prima dată în istorie. El a fost numit Omul meciului. În finala împotriva Franței, de pe 15 iulie, a înscris golul egalizator al Croației în prima repriză, însă meciul s-a încheiat în cele din urmă cu scorul de 4-2 pentru Franța. Perišić a fost jucătorul cu cei mai mulți kilometri alergați din turneu, având un total de 72,5 kilometri.

## Volei pe plajă
Perišić a participat la turneul mondial de volei pe plajă FIVB 2017 în cadrul Porec Major, o competiție la profesioniști, alături de Niksa Dellorco. Perechea a pierdut primul meci împotriva lui Álvaro Morais Filho și Saymon Barbosa.

## Viața personală
Perišić s-a căsătorit cu Josipa în 2012, după ce a întâlnit-o în timp ce erau în liceu. Perechea are doi copii: un fiu, Leonardo, născut la 9 octombrie 2012; și o fiică, Manuela, născută la 28 iulie 2014.

## Statistici privind cariera

### Club
Din 20 aprilie 2019
| Club                 | Sezon         | Ligă                | Ligă    | Ligă   | Cupă națională | Cupă națională | Continental | Continental | Other   | Other  | Total   | Total  |
| Club                 | Sezon         | Divizie             | Meciuri | Goluri | Meciuri        | Goluri         | Meciuri     | Goluri      | Meciuri | Goluri | Meciuri | Goluri |
| -------------------- | ------------- | ------------------- | ------- | ------ | -------------- | -------------- | ----------- | ----------- | ------- | ------ | ------- | ------ |
| Roeselare (împrumut) | 2008–2009     | Prima Ligă Belgiană | 17      | 5      | 0              | 0              | –           | –           | 0       | 0      | 17      | 5      |
| Club Brugge          | 2009–2010     | Prima Ligă Belgiană | 33      | 9      | 2              | 0              | 8           | 4           | –       | –      | 43      | 13     |
| Club Brugge          | 2010–2011     | Prima Ligă Belgiană | 37      | 22     | 1              | 0              | 8           | 0           | –       | –      | 46      | 22     |
| Club Brugge          | Total         | Total               | 70      | 31     | 3              | 0              | 16          | 4           | –       | –      | 89      | 35     |
| Borussia Dortmund    | 2011–2012     | Bundesliga          | 28      | 7      | 6              | 1              | 6           | 1           | 1       | 0      | 41      | 9      |
| Borussia Dortmund    | 2012–2013     | Bundesliga          | 14      | 2      | 3              | 1              | 5           | 0           | 1       | 0      | 23      | 3      |
| Borussia Dortmund    | Total         | Total               | 42      | 9      | 9              | 2              | 11          | 1           | 2       | 0      | 64      | 12     |
| VfL Wolfsburg        | 2012–2013     | Bundesliga          | 11      | 2      | 0              | 0              | –           | –           | –       | –      | 11      | 2      |
| VfL Wolfsburg        | 2013–2014     | Bundesliga          | 33      | 10     | 5              | 1              | –           | –           | –       | –      | 38      | 11     |
| VfL Wolfsburg        | 2014–2015     | Bundesliga          | 24      | 5      | 2              | 1              | 9           | 1           | –       | –      | 35      | 7      |
| VfL Wolfsburg        | 2015–2016     | Bundesliga          | 2       | 1      | 1              | 0              | –           | –           | 1       | 0      | 4       | 1      |
| VfL Wolfsburg        | Total         | Total               | 70      | 18     | 8              | 2              | 9           | 1           | 1       | 0      | 88      | 21     |
| Inter Milano         | 2015–2016     | Serie A             | 34      | 7      | 3              | 2              | –           | –           | –       | –      | 37      | 9      |
| Inter Milano         | 2016–2017     | Serie A             | 36      | 11     | 1              | 0              | 5           | 0           | –       | –      | 42      | 11     |
| Inter Milano         | 2017–2018     | Serie A             | 37      | 11     | 2              | 0              | –           | –           | –       | –      | 39      | 11     |
| Inter Milano         | 2018–2019     | Serie A             | 29      | 7      | 1              | 0              | 10          | 1           | –       | –      | 40      | 8      |
| Inter Milano         | Total         | Total               | 136     | 36     | 7              | 2              | 15          | 1           | –       | –      | 158     | 39     |
| Total carieră        | Total carieră | Total carieră       | 335     | 99     | 27             | 6              | 51          | 7           | 3       | 0      | 416     | 112    |

1. 1 2 3 4  Meciuri în UEFA Europa League
2. 1 2 3  Meciuri în Liga Campionilor
3. 1 2 3  Meciuri în DFL-Supercup

### Meciuri la națională
Din 6 septembrie 2018 
| Națională | An    | Meciuri | Goluri |
| --------- | ----- | ------- | ------ |
| Croația   | 2011  | 7       | 0      |
| Croația   | 2012  | 11      | 1      |
| Croația   | 2013  | 8       | 0      |
| Croația   | 2014  | 9       | 7      |
| Croația   | 2015  | 8       | 3      |
| Croația   | 2016  | 12      | 5      |
| Croația   | 2017  | 8       | 1      |
| Croația   | 2018  | 12      | 5      |
| Total     | Total | 75      | 22     |

#### Goluri la națională
Scoruri și liste de rezultate. 
| #   | Dată               | Stadion                                        | Adversar    | Scor | Result | Competition                                      |
| --- | ------------------ | ---------------------------------------------- | ----------- | ---- | ------ | ------------------------------------------------ |
| 1.  | 11 septembrie 2012 | Stadionul Regelui Baudouin, Bruxelles, Belgia  | Belgia      | 1–0  | 1–1    | Calificările pentru Campionatul Mondial din 2014 |
| 2.  | 31 mai 2014        | Stadionul Gradski vrt, Osijek, Croația         | Mali        | 1–0  | 2–1    | Amical                                           |
| 3.  | 31 mai 2014        | Stadionul Gradski vrt, Osijek, Croația         | Mali        | 2–0  | 2–1    | Amical                                           |
| 4.  | 18 iunie 2014      | Arena Amazônia, Manaus, Brazilia               | Camerun     | 2–0  | 4–0    | Campionatul Mondial din 2014                     |
| 5.  | 23 iunie 2014      | Arena Pernambuco, Recife, Brazilia             | Mexic       | 1–3  | 1–3    | Campionatul Mondial din 2014                     |
| 6.  | 13 octombrie 2014  | Stadionul Gradski vrt, Osijek, Croația         | Azerbaidjan | 2–0  | 6–0    | Calificările pentru UEFA Euro 2016               |
| 7.  | 13 octombrie 2014  | Stadionul Gradski vrt, Osijek, Croația         | Azerbaidjan | 3–0  | 6–0    | Calificările pentru UEFA Euro 2016               |
| 8.  | 16 noiembrie 2014  | San Siro, Milano, Italia                       | Italia      | 1–1  | 1–1    | Calificările pentru UEFA Euro 2016               |
| 9.  | 28 martie 2015     | Stadion Maksimir, Zagreb, Croația              | Norvegia    | 2–0  | 5–1    | Calificările pentru UEFA Euro 2016               |
| 10. | 10 octombrie 2015  | Stadion Maksimir, Zagreb, Croația              | Bulgaria    | 1–0  | 3–0    | Calificările pentru UEFA Euro 2016               |
| 11. | 13 octombrie 2015  | Stadionul Național Ta' Qali, Malta             | Malta       | 1–0  | 1–0    | Calificările pentru UEFA Euro 2016               |
| 12. | 23 martie 2016     | Stadionul Gradski vrt, Osijek, Croația         | Israel      | 1–0  | 2–0    | Amical                                           |
| 13. | 4 iunie 2016       | Stadionul Rujevica, Rijeka, Croația            | San Marino  | 6–0  | 10–0   | Amical                                           |
| 14. | 17 iunie 2016      | Stade Geoffroy-Guichard, Saint-Étienne, Franța | Cehia       | 1–0  | 2–2    | UEFA Euro 2016                                   |
| 15. | 21 iunie 2016      | Nouveau Stade de Bordeaux, Bordeaux, Franța    | Spania      | 2–1  | 2–1    | UEFA Euro 2016                                   |
| 16. | 6 octombrie 2016   | Stadionul Loro Boriçi, Shkodër, Albania        | Kosovo      | 5–0  | 6–0    | Calificările pentru Campionatul Mondial din 2018 |
| 17. | 9 noiembrie 2017   | Stadionul Maksimir, Zagreb, Croația            | Grecia      | 3–1  | 4–1    | Calificările pentru Campionatul Mondial din 2018 |
| 18. | 8 iunie 2018       | Stadionul Gradski vrt, Osijek, Croația         | Senegal     | 1–1  | 2–1    | Amical                                           |
| 19. | 26 iunie 2018      | Rostov Arena, Rostov-pe-Don, Rusia             | Islanda     | 2–1  | 2–1    | Campionatul Mondial din 2018                     |
| 20. | 11 iulie 2018      | Stadionul Lujniki, Moscova, Rusia              | Anglia      | 1–1  | 2–1    | Campionatul Mondial din 2018                     |
| 21. | 15 iulie 2018      | Stadionul Lujniki, Moscova, Rusia              | Franța      | 1–1  | 2–4    | Finala Campionatului Mondial de Fotbal 2018      |
| 22. | 6 septembrie 2018  | Estádio Algarve, Faro/Loulé, Portugalia        | Portugalia  | 1–0  | 1–1    | Amical                                           |

### Internațional
Croația
- Finalist al Campionatului Mondial FIFA: 2018[102]

### Individual
- Golgheterul Primei Ligi Belgiene: 2010-2011 [103]
- Fotbalistul Anului în Belgia: 2010-2011 [103]
- Vatrena krila: 2014[104]

### Decorații
- Ordinul ducelui Branimir cu o panglica: 2018[105]